# Dvärgkäringtand
Dvärgkäringtand (Lotus angustissimus) är en ärtväxtart som beskrevs av Carl von Linné. Enligt Catalogue of Life ingår Dvärgkäringtand i släktet käringtänder och familjen ärtväxter, men enligt Dyntaxa är tillhörigheten istället släktet käringtänder och familjen ärtväxter. Arten förekommer tillfälligt i Sverige, men reproducerar sig inte. Inga underarter finns listade i Catalogue of Life.

## Bildgalleri

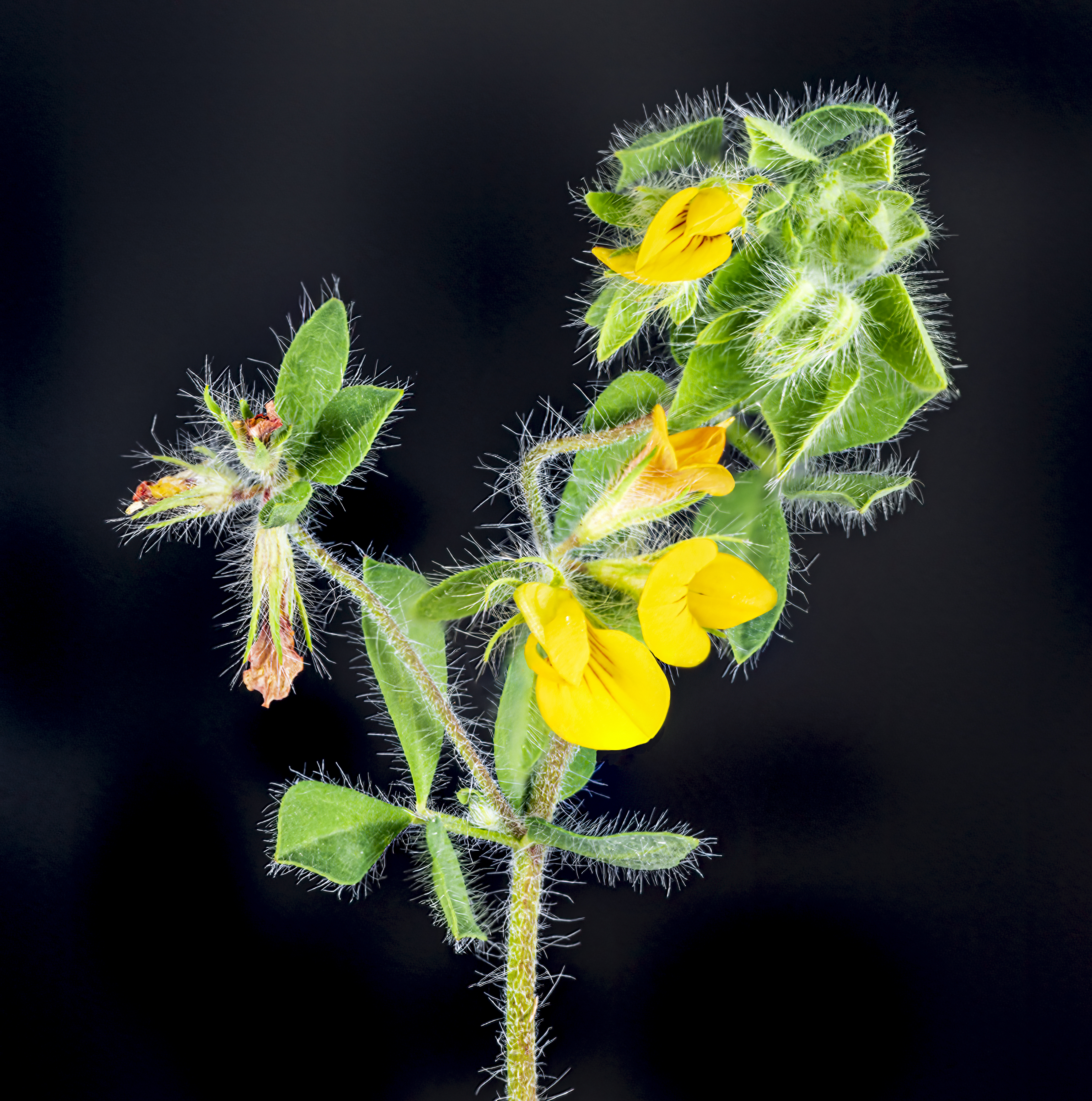
Blommor och blad
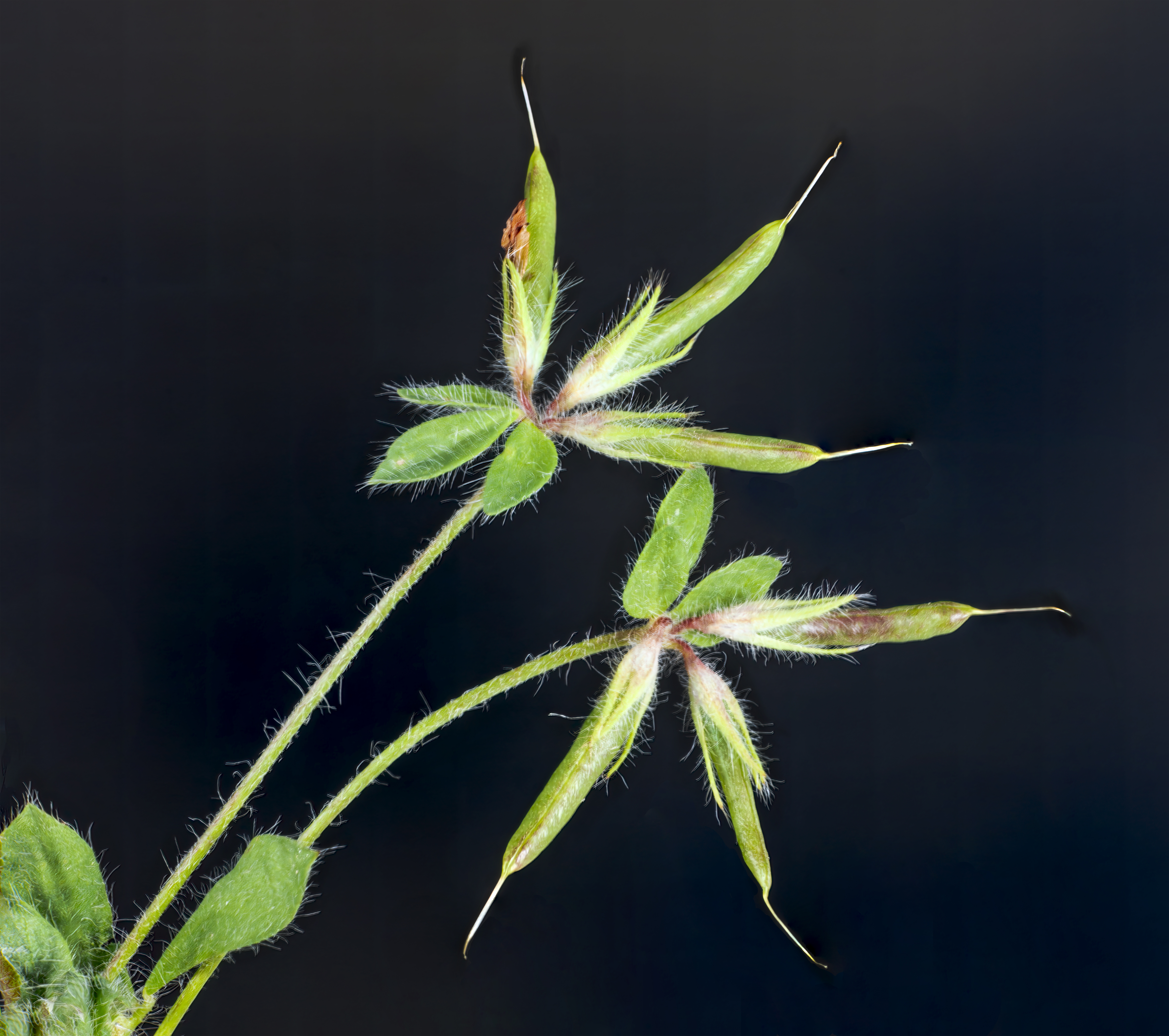
Omogna frukter